# 西藤晋吉
西藤 晋吉（さいとう しんきち、1951年6月17日 - ）は、日本の実業家。丸鋸等の切削工具メーカー天龍製鋸（てんりゅうせいきょ）株式会社代表取締役社長。日本機械鋸・刃物工業会副理事長。一般社団法人日本木工機械工業会理事。

## 略歴・人物
- 1951年（昭和26年）6月17日 - 静岡県に生まれる
- 1974年（昭和49年） - 神奈川大学経卒
- 1974年（昭和49年）4月 - 天龍製鋸株式会社入社
- 2002年（平成14年）1月 - 大阪支店長
- 2003年（平成15年）6月 - 取締役営業部長
- 2005年（平成18年）10月 - 常務取締役営業担当
- 2006年（平成19年）7月 - 龍蓮工具(廊坊)有限公司董事長
- 2013年（平成25年）6月 - 代表取締役社長[1]
- 2013年（平成25年）9月 - 天龍製鋸(中国)有限公司董事長

## エピソード
- 天龍製鋸は2007年6月13日の取締役会で、米系投資ファンドのスティール・パートナーズ・ジャパンによる同社株の株式公開買い付け（TOB）に対して反対することを決めた。（2007年6月14日 読売新聞）
- 日刊工業新聞電子版に寄稿した記事では経営のコツを「長い目で待つ」とする。[4]